# The Morning Telegraph

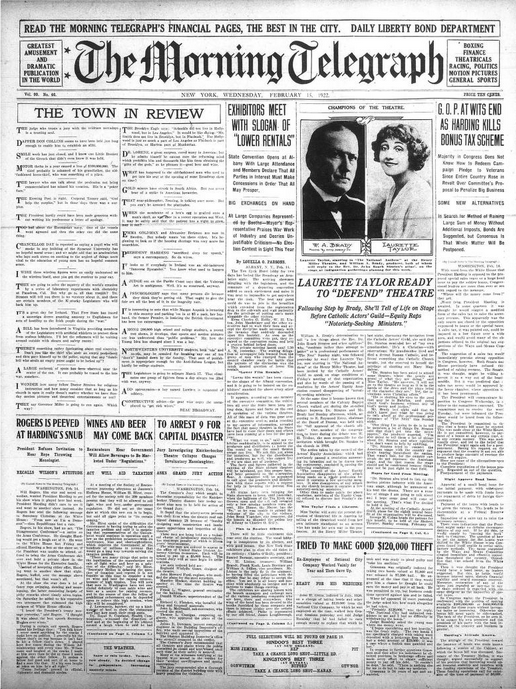
Une du Morning Telegraph du 15 février 1922

The Morning Telegraph (1839 - 10 avril 1972), parfois appelé le New York Morning Telegraph, est un journal grand format de la ville de New York détenu par Moses Annenberg de la Cecelia Corporation. Il a d'abord été publié en 1839, sous le nom : Sunday Mercury de 1839 à 1897, avant d'être renommé The Morning Telegraph en décembre 1897.
Le journal se consacrait principalement aux nouvelles liées au théâtre et aux courses de chevaux.
Un des chroniqueurs hippiques de l'époque s’appelant John Fitzgerald, est à l'origine d'une théorie majeure de la dénomination popularisée et utilisée à partir de 1921, sur la (Big Apple), New York. En effet, en déplacement à la Nouvelle-Orléans, Il rapporte dans un article du journal, avoir entendu deux garçons d'écurie afro-américains travaillant aux champs de courses, parler des hippodromes de New York comme étant le but de tous jockeys d'y aller afin de gagner en notoriété, « Il n'y a qu'une Grosse Pomme, c'est New York », d'où le surnom de la (Big Apple).
Le journal a par la suite, publié une édition du dimanche intitulée Sunday Telegraph. Par la suite, il a été remplacé par le Daily Racing Form.